# Leonid Velileaev
Leonid (Nasibulla) Abibulaevici Velileaev, menționat și Leonid Velilayev, (în rusă Леонид (Насибулла) Абибулаевич Велиляев, în tătară crimeeană Nasibulla Abibulla oğlu Velilâyev/Насибулла Абибулла огълу Велиляев; n. 15/28 iunie 1916, gubernia Taurida, Imperiul Rus – d. 27 decembrie 1997, Antrațît, regiunea Luhansk, Ucraina) a fost un militar tătar crimean din Armata Roșie, care a participat la luptele pentru eliberarea orașelor Odesa și Kovel și a Poloniei și a fost decorat cu Ordinul Slava clasa I pentru vitejie în cel de-al Doilea Război Mondial.

## Biografie

### Tinerețea
Velileaev s-a născut în anul 1916 într-o familie de țărani tătari crimeeni din satul rural Akmonai (azi Kameanske). După ce a absolvit șapte clase la școala din sat în 1928, a făcut ucenicie la o fabrică și mai târziu a lucrat la Uzina Metalurgică⁠(d) din Kerci până în anul 1937, când a fost încorporat pentru satisfacerea stagiului militar obligatoriu în Armata Roșie; el a fost trimis în curând să lupte în Războiul Sovieto-Finlandez.

### Al Doilea Război Mondial
Velileaev a fost demobilizat după război, dar nu a avut timp să se întoarcă acasă, deoarece a început Războiul Germano-Sovietic și a plecat din Gara Kiev direct la comisariatul militar⁠(d). A fost repartizat ca sergent în Regimentul 140 Infanterie de Gardă în timpul celui de-al Doilea Război Mondial. A fost rănit în mod repetat în timpul luptelor. A fost decorat cu Ordinul Slava la 25 septembrie 1944 pentru acțiunile desfășurate ca locțiitor de comandant de pluton în satul Olșanka (regiunea Jîtomîr) din Ucraina, în care a fost rănit în timp ce conducea un atac asupra pozițiilor defensive inamice, care a dus la moartea a 13 militari inamici și la anihilarea a trei posturi de tragere. Ulterior a primit Medalia „Pentru Curaj”⁠(d) pentru că a condus cu succes un atac pe malul vestic al râului Vistula, care a scos din luptă 20 de militari inamici.
La 8 februarie 1945 a primit Ordinul Slava clasa a II-a pentru că a capturat personal un general german în cursul Ofensivei de la Varșovia, după ce a luat cu asalt o tranșee inamică. În timpul luptelor grele de stradă din cadrul Bătăliei de la Berlin de la 1 mai 1945, Velileaev a preluat comanda plutonului său și a condus un asalt, în care au fost distruse patru puncte de tragere cu mitraliera și au fost uciși 18 militari inamici. Pentru aceasta, a primit Ordinul Slava clasa I pe 15 mai 1946 la Kremlin din partea lui Mihail Kalinin, președintele prezidiului Sovietului Suprem al Uniunii Sovietice. A fost demobilizat din armată în ianuarie 1948.

### Viața de după război
Velileaev, după ce a luat numele slav de Leonid, a fost unul dintre puținii tătari crimeeni care nu a fost deportat în Asia Centrală în Sürgün. A trăit tot restul vieții în Ucraina continentală, mai întâi în orașul Donețk (regiunea Donețk) și apoi în orașul Antrațît (regiunea Luhansk), unde a lucrat într-o mină. A murit la 27 decembrie 1997, la vârsta de 81 de ani.